# Goodeidae
Goodeidae é uma família de peixes actinopterígeos pertencentes à ordem Cyprinodontiformes.